# Гергей, Агнеш
Агнеш Гергей (венг. Gergely Ágnes; имя при рождении, Агнеш Гутманн (венг. Guttmann Ágnes); Эндрёд (венг. Endrőd), Венгрия; 5 октября 1933) — венгерская поэтесса, прозаик, эссеист, переводчица, лауреат премии имени Кошута. Её двоюродная сестра, Юдит Фенакел (венг. Fenákel Judit), также известная писательница, член Академии Литературы.

## Биография
Родилась в семье журналиста Дёрдя Гутманна (венг. Guttmann György) и государственной чиновницы Розы Фенакел (венг. Fenákel Róza). Провела детство в Залаэгерсеге, училась в школах в Будапеште и Сегеде. Её отец погиб в фашистском лагере смерти Маутхаузене. Агнеш Гергей спаслась вместе с матерью от холокоста, живя в доме, который принадлежал Швейцарии; впоследствии  они также оказались в гетто. После освобождения Венгрии от фашистских войск они вернулись в свой дом в Эндрёде.
Начала работать на локомотивном заводе в возрасте 17 лет. Агнеш не смогла продолжить обучение в университете в начале 1950-х годов по политическим мотивам, но позже поступила в Университет имени Ло́ранда Э́твёша на факультет гуманитарных наук, где в 1957 году получила диплом преподавателя в средней школе венгерского и английского языков. Работала преподавателем до 1963 года. 
Впоследствии работала журналистом и редактором иностранных трансляций на венгерском радио. Позже работала как литературный обозреватель. 
Была редактором в литературном журнале с 1977 по 1988 год.

## Литературное творчество
Начала писать свои собственные произведения с 1960-х, в основном — любовную лирику. У неё насчитывалось 14 книг в 2006 году, в том числе шесть сборников избранных произведений. В 2006 выходит сборник избранных стихотворений. Затем создаётся автобиографический роман в четырёх частях, стиль которого является смесью реальности и фантастики.
Важное место в её творчестве занимают переводы. Её первыми переводами были книги Джеймса Джойса и Дилана Томаса, опубликованные в 1958 - 1959. Она переводит в основном стихи, но среди её переводов есть также драма, роман и рассказы. Её переводы — это обычно английская литература, но она также переводит с помощью подстрочника и произведения из других языков.
Её переводы других вошли в сборник избранной поэзии Иосифа Бродского «Post aetatem nostram», — этот сборник был подготовлен для венгерского читателя в 1988 году, — название было взято от первой строки поэмы Бродского «Post aetatem nostram» («После нашей эры»).

## Общественная работа
Она является членом ассоциации каллиграфии и возглавляет венгерский клуб писателей. 
В 1998 году работала в совете Венгерской Академии наук и Академии Искусств. 
Несколько раз представляла венгерскую литературу на международных конференциях, принимала участие в работе зарубежных литературных исследовательских центров.

## Награды (неполный список)
- Премия Аттилы Йожефа (1977, 1987)
- Премия Тибора (1985, 1996)
- Книга года (1988)
- Премия имени Милана Фюшта (1994)
- Премия Сальваторе Квазимодо (1995)
- Премия Гетца (1996)
- Премия имени Кошута (2000)
- Премия Artisjus (2007)
- Почётный гражданин Будапешта(2014)

## Дополнительные источники
- Katharine M. Wilson (editor). An Encyclopedia of Continental Women Writers. — New York and London: Garland Publishing, Inc., 1991. — Vol. 1. — P. 454. — ISBN 0-8240-8547-7.

- edited by Susan Rubin Suleiman and Éva Forgács. Contemporary Jewish Writing in Hungary: An Anthology. — Lincoln and London: University of Nebraska Press, Inc., 2003. — Vol. 1. — P. 195. — ISBN 0803242751.

- Gergely Ágnes (венг.). PORT.hu. Дата обращения: 29 марта 2018.
- Gergely Ágnes (венг.). Digitális Irodalmi Akadémia. Дата обращения: 29 марта 2018.
- Gergely Ágnes (1933) (англ.). Дата обращения: 29 марта 2018.
- Halmai Tamás: Gergely Ágnes; Balassi, Bp., 2012 (Kortársaink)